# 傑夫·戴維斯 (阿肯色州長)
傑夫·戴維斯（Jeff Davis，1862年5月6日—1913年1月3日），是美國民主黨出身的政治家，1901年至1907年擔任阿肯色州第20任州長，1907年至 1913年擔任阿肯色參議員。他作為首批新南方州長之一，並被證明是該州最兩極分化的人物之一。戴衛斯利用他的煽動才能，利用貧窮的白人農民現有的挫折感，從而建立了巨大的民粹主義吸引力。然而，由於戴衛斯經常將農民的問題歸咎於城市居民、黑人和美國北方人，該州迅速而激烈地分裂為“親戴維斯”或“反戴維斯”派系。
戴維斯開始了他的政治生涯阿肯色州總檢察長，他立即開始掀起政治波瀾。他的辦公室對《金博爾州議會法》的合法性提出了質疑，並對《反托拉斯法》做出了極具爭議的域外解釋。他為阻止托拉斯在阿肯色州開展業務而進行的鬥爭以及他為執行自己的觀點而付出的極端努力將是他整個政治生涯的共同主題。他在貧窮的白人農民中贏得了信譽，這些農民將成為他的支持基地。
戴維斯擔任州長的三個兩年任期“產生了更多的政治而不是政府”。但他建造了一座新的州議會大廈，並改革了刑罰制度。一系列幾乎不斷的醜聞和令人髮指的行為是他任職期間的特徵，當他在1906年贏得參議院選舉時，他緊隨其後。戴衛斯經常被歸類為本傑明·蒂爾曼、羅伯特·洛夫·泰勒、湯瑪斯·E·沃森、詹姆斯·k·瓦達曼、科爾曼·利文斯頓·布利斯等民粹主義政治家，他們是南方煽動者、民粹主義者等有爭議的人物(紅脖子)。